# Hägernäs station
Hägernäs station är en station på Roslagsbanan i Hägernäs i Täby kommun, cirka 15,5 km från Stockholms östra. Stationen består av en mittplattform mellan dubbelspåren. Plattformen nås från en gångbro som ansluter ungefär mitt på plattformen, samt en plattformspassage i östra änden, som enbart går till området söder om stationen. Antalet påstigande en genomsnittlig vintervardag (2021) har beräknats till 750.

## Historik
Stationen öppnade 1917. Hägernäs var tidigare en mötesstation, sedan 2018 utgör det i stället södra änden av dubbelspåret Hägernäs - Ullna kvarnväg.